# Новый художественный ансамбль
Новый художественный ансамбль (НХА) — челябинский музыкальный коллектив.

## История
Создан в 1987 году Львом Гутовским и А. Соха.
После экспериментов в области инструментального театра и гибели большего количества участников оставшийся дуэт в составе Льва Гутовского и Сергея Белова продолжил работу в области электроакустической музыки, сочетая компьютерную технику с живыми инструментами.
В 1987 году НХА был отмечен Джоном Кейджем во время его визита в Россию. 
Основные принципы — «случайность, отсутствие литературности и театральный элемент. Основа композиторской техники — обнаружение звуковых объектов».
С 1999 года работают с вокалисткой О. Леоновой.

## Программы последних лет
- «Даблоид Мьюзик» (1997-98);
- «Упражнения для пустой головы» (1999);
- «Камерная музыка 7 на 65» (1999);
- «Невыносимая легкость бытия» (1999);
- «Опухоль Шаляпина» (1999);
- «Хрустальный Желудок Ангела (стекловидное тело 5)» (1996-99)
- «Охота на Снарка»
- «Струнофелия»

## Состав
- Лев (Давид) Гутовский — клавишные, компьютер.
- Сергей Белов — тромбон, компьютер.
- Ольга Леонова — гик.
- Михаил Соболев — звукорежиссер.